# Schleuse Bolzum
| Daten          | Alte Schleuse Bolzum                  | Neue Schleuse Bolzum                 |
| -------------- | ------------------------------------- | ------------------------------------ |
|                | Alte Schleuse 2006                    | Gesamtanlage 2024                    |
| Ort            | Sehnde-Bolzum, Niedersachsen          | Sehnde-Bolzum, Niedersachsen         |
| Lage           | Stichkanal Hildesheim (SKH) km 0,58   | Stichkanal Hildesheim (SKH) km 0,76  |
| Verwendung     | Binnenschleuse                        | Binnenschleuse                       |
| Bauzeit        | 1926–1927                             | 2007–2012                            |
| Bauart         | Sparschleuse mit 2 offenen Sparbecken | Massivbauschleuse ohne Sparbecken    |
| Bedienung      | Außer Betrieb                         | Fernbedienzentrale Schleuse Anderten |
| Fallhöhe       | 8 m                                   | 8 m, nach Ausbau SKH 8,50 m          |
| Breite         | 12 m                                  | 12,50 m                              |
| Nutzlänge      | 82 m                                  | 139 m                                |
| Drempeltiefe   | 3 m                                   | 4 m                                  |
| Oberhaupt-Tor  | Klapptor                              | Drehsegmenttor mit Füllmuschel       |
| Unterhaupt-Tor | Stemmtor                              | Stemmtor                             |

Die Schleuse Bolzum verbindet die Bundeswasserstraßen Stichkanal Hildesheim und Mittellandkanal östlich von Hannover beim Sehnder Ortsteil Bolzum im deutschen Bundesland Niedersachsen. Die Schleuse überwindet den Höhenunterschied zwischen dem Mittellandkanal (hier 65 m ü. NN) und dem Stichkanal Hildesheim (73 m ü. NN). Zuständig für Betrieb und Unterhaltung ist das Wasserstraßen- und Schifffahrtsamt Mittellandkanal / Elbe-Seitenkanal.

## Alte Schleuse
Die Schleuse wurde in den Jahren 1926 bis 1927 als Sparschleuse mit zwei offenen Sparbecken errichtet. Die nutzbare Kammerlänge betrug 82,00 m, die Kammerbreite 12,00 m und die Drempeltiefe 3,00 m. Der schlechte bauliche Zustand der Schleuse erforderte umfangreiche Instandsetzungsmaßnahmen, insbesondere bei den stahlwasserbaulichen und maschinenbaulichen Elementen.
Nach dem Bau der neuen Schleuse ist die alte Schleuse als technisches Denkmal erhalten geblieben. Der oberer Vorhafen, die Schleusenkammer und das östliche Sparbecken wurden teilverfüllt und begrünt.

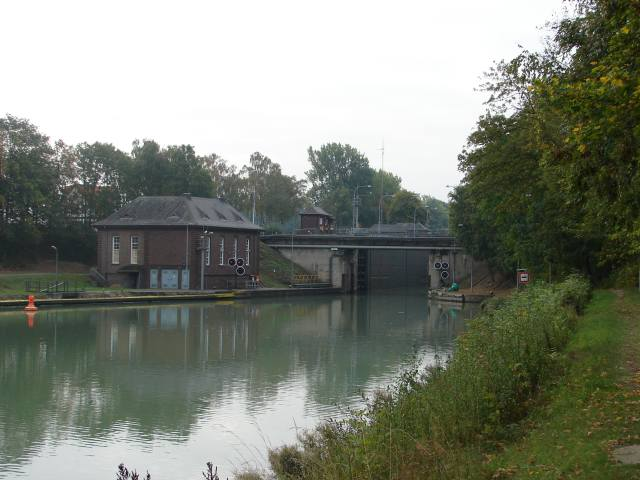
Alte Schleuse, unterer Vorhafen
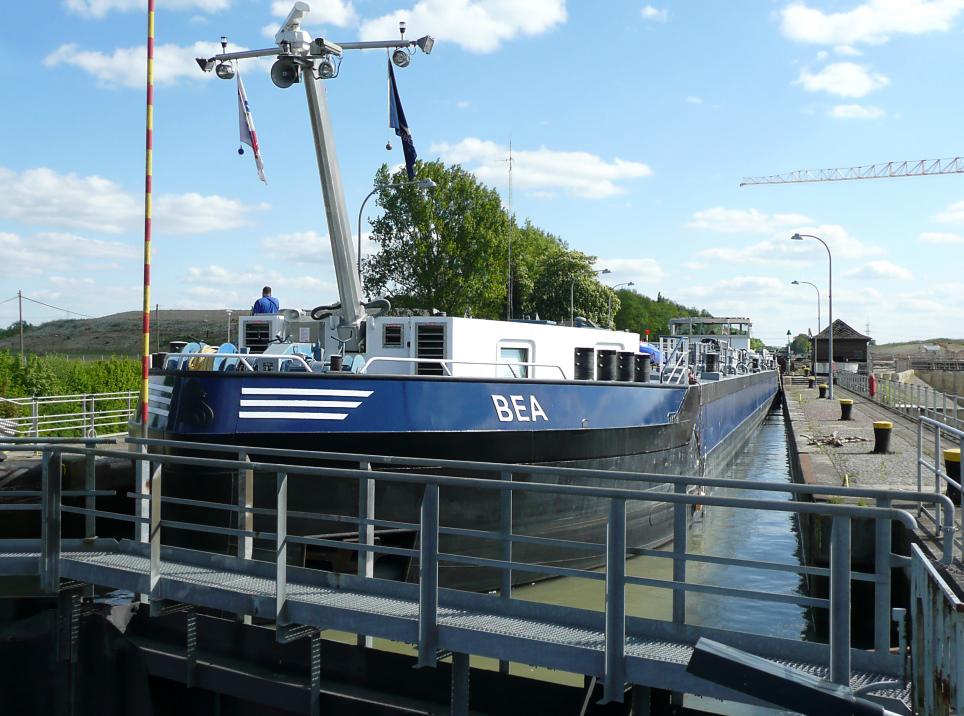
Alte Schleusenkammer in Betrieb
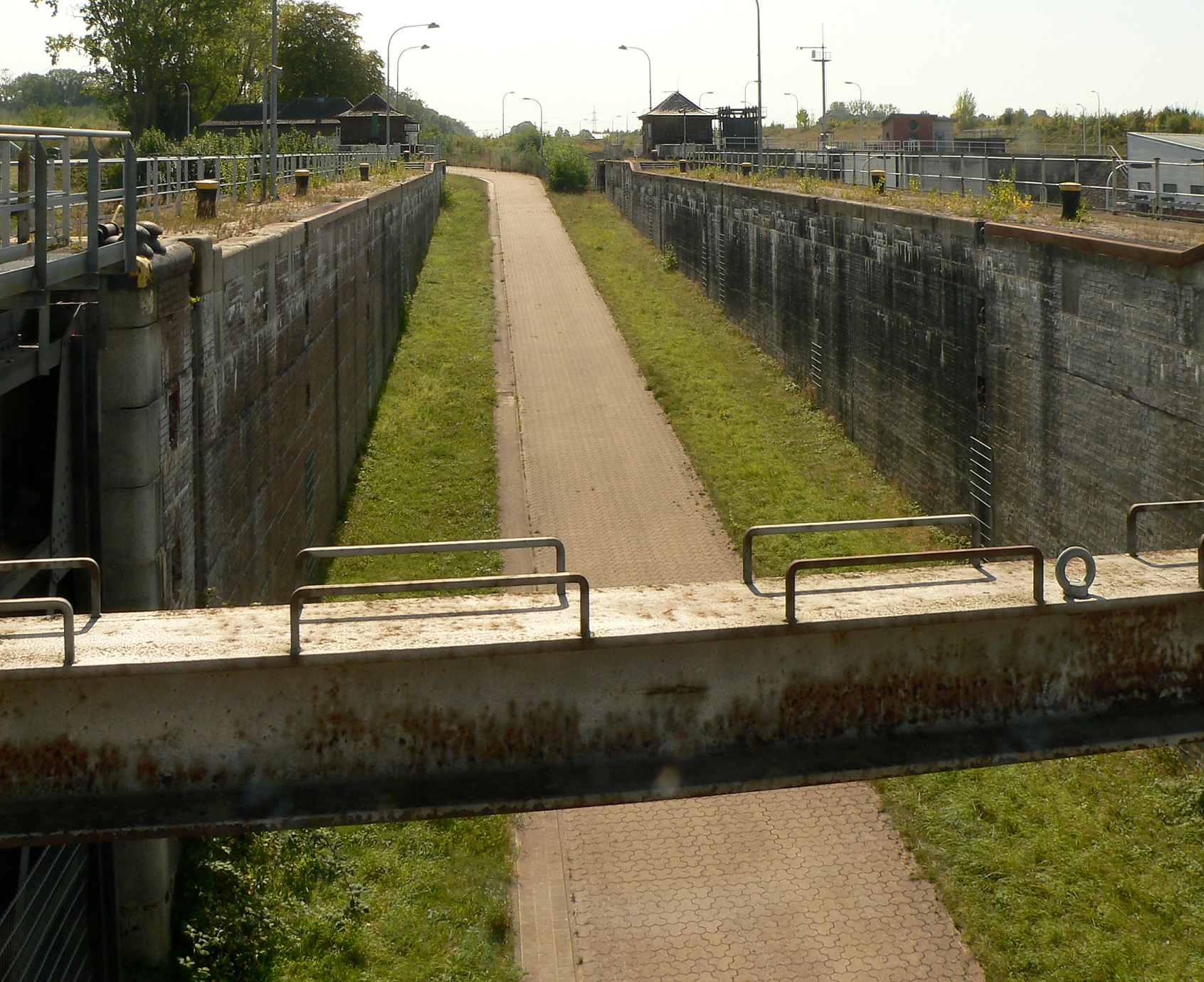
Schleusenkammer der alten Schleuse außer Betrieb
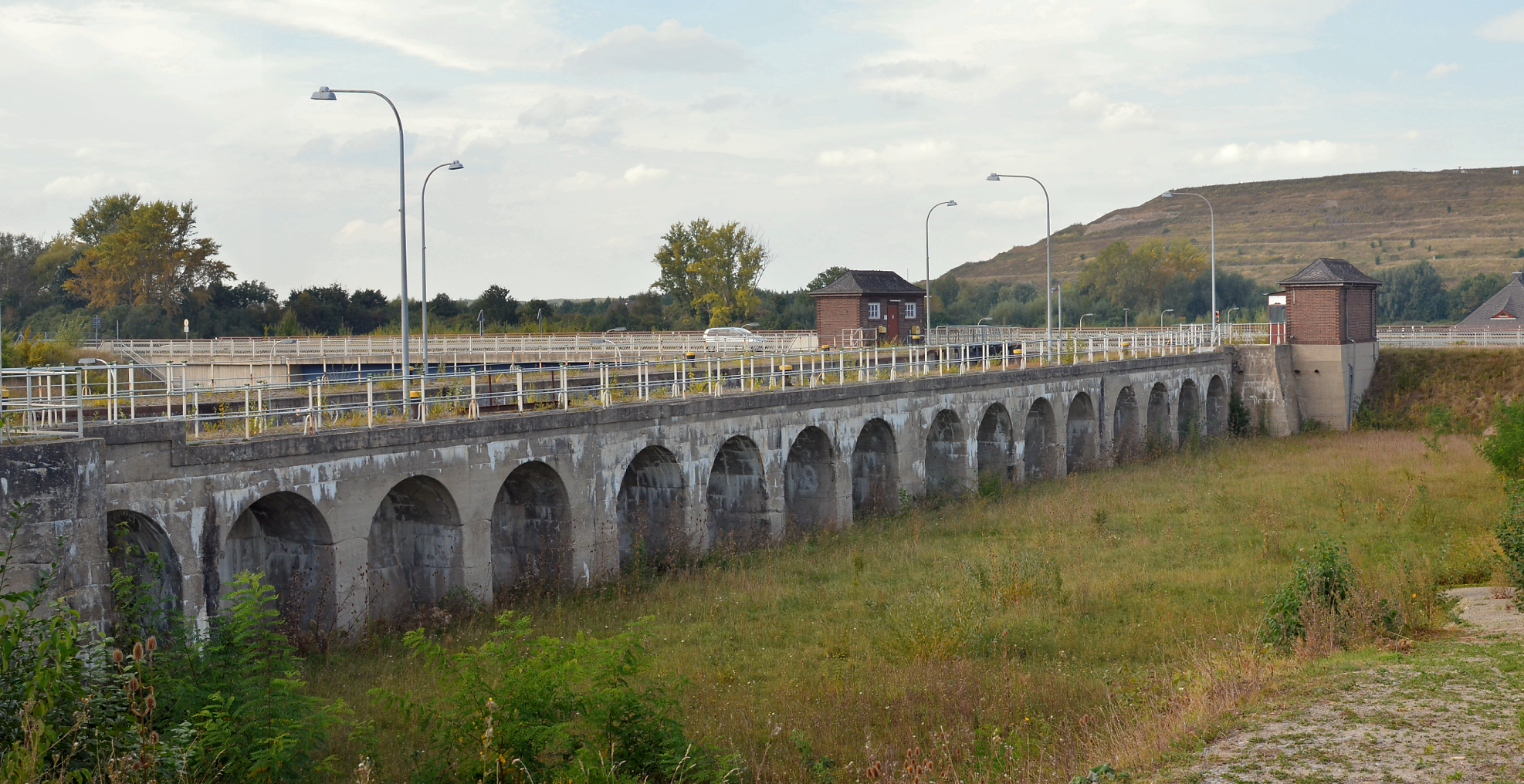
Östliches Sparbecken außer Betrieb

## Neue Schleuse
Im Zuge des Ausbaus des Stichkanals Hildesheim zur Wasserstraßenklasse Vb wurde von 2007 bis 2012 eine neue Schleuse mit größeren Abmessungen (Nutzlänge / Breite / Abladetiefe: 139 m / 12,50 m / 2,80 m) und ohne Sparbecken gebaut. Nach dem weiteren Ausbau des Stichkanals wird das Oberwasser der Schleuse um 0,5 m angehoben, sodass die Fallhöhe dann 8,50 m beträgt. Die Schleuse ist der Fernbedienzentrale Anderten angeschlossen. 

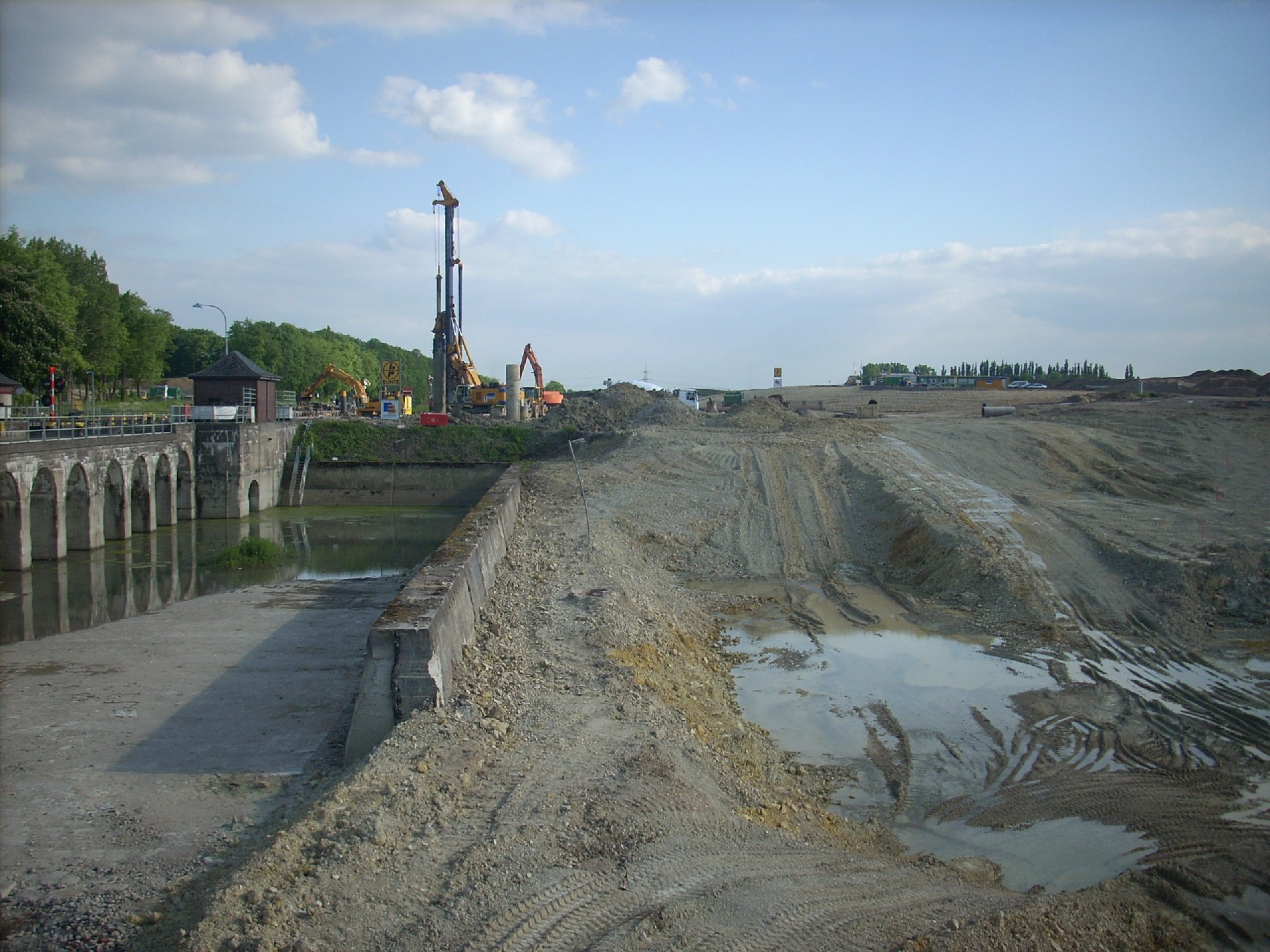
Erdarbeiten westlich der alten Schleuse, links das westliche Sparbecken, das im neuen unteren Vorhafen aufgeht, Mai 2008
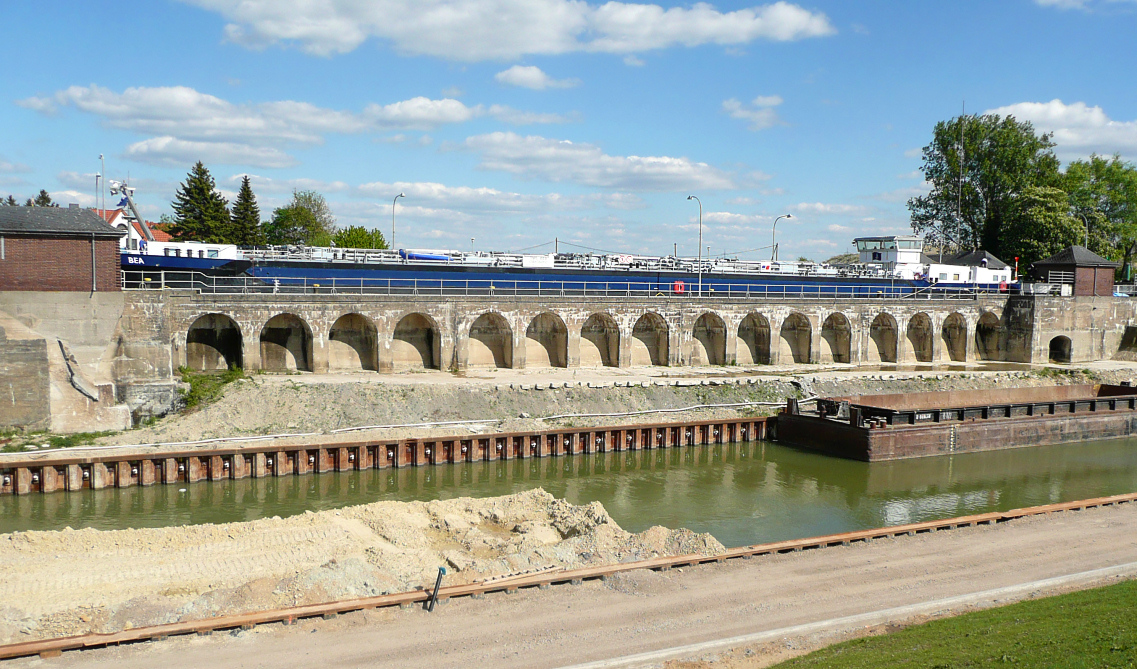
Alte Schleuse mit Schiff und westlichem Sparbecken, unterer Vorhafen der neuen Schleuse im Bau, Mai 2011
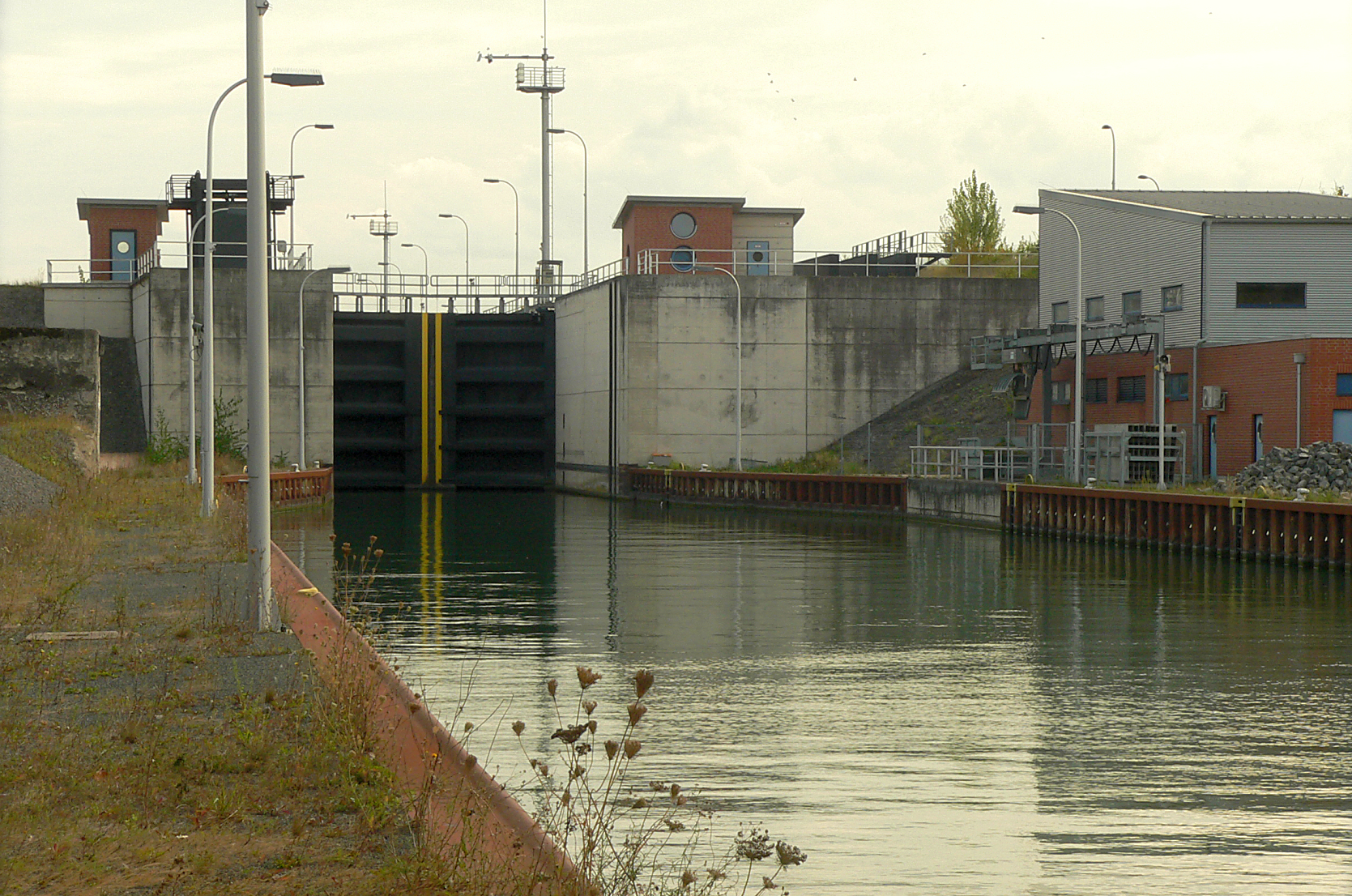
Zufahrt aus Richtung Mittellandkanal